# NGC 2688
NGC 2688 este o galaxie lenticulară situată în constelația Ursa Mare. A fost descoperită în 11 martie 1858 de către William Parsons, 3rd Earl of Rosse⁠(d).